# Héroes de Caborca
El Club Deportivo Héroes de Caborca Fue un equipo de fútbol de México que jugó en el Grupo XIII de la Tercera división mexicana. Tiene como sede la ciudad de Heroica Caborca, Sonora.

## Historia
El club se fundó en el año 2004 y fue parte del grupo XI de la tercera división desde el torneo de apertura 2005.
El equipo estuvo en el anonimato nacional hasta que en el 2009, en la temporada 2008/2009 llega a la final nacional de tercera división, venciendo en la misma al Cruz Azul Xochimilco con global de 1-0. 
Siendo su Director técnico el profesor Juan Manuel Romo "Dt Romo", el juego de ida efectuado en Caborca, Sonora fue un juego que quedó a la memoria caborquense con un lleno en su estadio.
Héroes de Caborca es el segundo equipo en la historia del estado de Sonora en ser Campeón de la Tercera División, anteriormente fue Búhos de Hermosillo FC en la temporada Apertura 2006.

## Actualidad
Se encuentra como un equipo extinto de la Tercera División Profesional, su última participación fue en la temporada 2018-2019 en la cual fueron penúltimos de su grupo con apenas 12 puntos, además de haber contado con un equipo juvenil en 2022 donde solo logró jugar un partido ante el equipo Deportivo Imperio Fútbol Club donde el marcador quedó en un empate 3 a 3.

## Palmarés

### Torneos oficiales
| Competición nacional             | Títulos           | Subcampeonatos |
| -------------------------------- | ----------------- | -------------- |
| Tercera División de México (1/0) | Temporada 2008-09 |                |

## Temporadas
| Temporada | División           | Posición                        |
| --------- | ------------------ | ------------------------------- |
| 2014/2015 | 5.Tercera División | 8.º Grupo XIII                  |
| 2015/2016 | 5.Tercera División | 9.º Grupo XIII                  |
| 2016/2017 | 5.Tercera División | 8.º Grupo XIII                  |
| 2017/2018 | 5.Tercera División | 6.º G XIII (Sesentaicuatroavos) |
| 2018/2019 | 5.Tercera División | 9.º Grupo XIII                  |

- Datos: Q666808